# Zune HD
Zune HD — портативный медиаплеер семейства продуктов Zune от Microsoft, выпущенный 15 сентября 2009 года, с 16, 32 или 64 Гб встроенной памяти. Плеер оснащен сенсорным экраном с поддержкой одновременного касания нескольких пальцев (Multitouch), а также Wi-Fi для синхронизации, доступа к Zune Marketplace и просмотра веб-страниц.
Zune HD использует чип Tegra APX 2600, что позволяет проигрывать 720p видео как на самом устройстве (разрешение видео файла будет сокращено до 480 х 272 пикселей OLED-экрана плеера), так и через опционально доступный HDMI Zune dock на телевизоре высокой четкости.

## Характеристики
Представленные модели включают версию с 16 Гб памяти в черном корпусе и 32 Гб в серебристом. Другие цветовые вариации корпуса, помимо черного и серебристого, были доступны на специализированном сайте (Zune Originals).
Спецификации, представленные на официальной странице Zune HD, следующие:
- Материал, из которого изготовлен экран: OLED-дисплей, покрытый стеклом
- Диагональ дисплея: 3,3"
- Разрешение дисплея: 480 х 272 пиксела, с соотношением сторон 16 : 9
- Управление: сенсорный экран с поддержкой двойного касания, встроенный датчик положения в пространстве
- Операционная система: Windows CE
- Память: 16, 32, 64 Гб флеш-памяти[1][2]
- ЦП и ГП: Tegra APX 2600 с одним ARM11- и одним ARM7- процессорным ядром и шестью другими ядрами для таких задач, как обработка графики, воспроизведение аудио, видео, а также видео высокой четкости
- Wi-Fi (802.11b/g) с Open, WEP, WPA, и WPA2 режимами аутентификации и WEP 64-битным, 128-битным, TKIP-, и AES-режимами шифрования[3]
- Встроенная перезаряжаемая 3,7 V 660 мАч литий-ионная полимерная аккумуляторная батарея, обеспечивающая продолжительность работы в 33 часа воспроизведения аудио (Wi-Fi выключен), и 8,5 часов воспроизведения видео[4]
- Размеры: 52,7х102,1х8,9 мм
- Вес: 74 грамма[5]
- Доступ к Zune Marketplace (посредством Wi-Fi)
- HD-радио тюнер
- Поддержка Unicode
- Эквалайзер
- Веб-браузер (основанный на Internet Explorer Mobile 6 для Windows CE), не отображает кириллицу
- Игры (также 3D)
- Поддерживаемые форматы аудио:
  - WMA Standard до 384 кб/с (DRM-защищенные файлы могут проигрываться только в том случае, если были куплены в Zune Marketplace)
  - WMA Pro стерео до 768 кб/с
  - WMA Lossless стерео до 768 кб/с
  - Незащищенный AAC-LC (.mp4/.m4a/.m4b) до 320 кб/с
  - MP3 до 320 кб/с
- Поддерживаемые форматы видео[3]:
  - DVD-разрешение с битрейтом до 10 Мб/с, CBR или VBR для:
    - H.264, Baseline профиль до уровня 3.1 + поддержка B-frames[3]
    - WMV основной и упрощенный профили, расширенный профиль до Level 2.

  - видео в разрешении 1080i HD, с битрейтом до 14 Мб/с, CBR или VBR для описанных выше поддерживаемых профилей
  - MPEG-4 Part 2 Простой профиль с битрейтом до 4,0 Мб/с
  - Широкоформатное видео
- вывод изображения в формате высокой четкости 720p — через HDMI или Composite (для обоих необходима опциональная док-станция)

## Функции

### Прошивки
Во время проведения CES 2010 Майкрософт анонсировала, что Zune HD получит обновление прошивки весной 2010 года, которое добавит поддержку видео MPEG-4 part 2 Advanced Simple Profile, также включая XviD. Обновление также добавит поддержку функции Smart DJ, которая на данный момент доступна в Zune Client.

### Приложения
Приложения, доступные для Zune HD включают Twitter-клиент, Калькулятор, Погоду от MSN, Пианино и приложение для доступа к Facebook. Дополнение к Microsoft XNA Framework, предоставляющее поддержку разработки приложений для Zune HD, было выпущено 16 сентября 2009 года. Программное обеспечение Zune для ПК может использоваться для загрузки приложений в Zune HD.

### Игры
В данный момент доступны следующие игры для Zune HD: Project Gotham Racing: Ferrari Edition, Vans Sk8: Pool Service, Checkers, Sudoku, Space Battle 2, Lucky Lanes Bowling, Goo Splat, Chess, Shell Game… of the Future, Hexic and Audiosurf™ Tilt. «Indie titles», написанные при помощи XNA, также доступны на различных ресурсах. Сообщается также, что интеграция с Xbox 360 сейчас в разработке.
По поводу PGR: Ferrari Edition, обозреватель пишет: «Этот чип Tegra совсем не шутка — графика в PGR: Ferrari Edition находится на уровне с графикой PSP и даже лучше, кроме того, Zune HD лучше чем PSP Go в играх, использующих следующие графические особенности: сложные текстуры, высококачественные отражения, плавную частоту кадров, и игру в HD-разрешении»

### Веб-браузер
В браузере имеются функции закладок («избранное»), а также поисковой движок Bing. Доступ к клавиатуре осуществляется из нижней части экрана. Клавиатура также имеет портретную (вертикальную) и альбомную (горизонтальную) ориентацию, с приподнятыми клавишами вокруг пальца пользователя во время прикосновения. Веб-браузер использует функции увеличения, а также поворота (ре-ориентации) страницы благодаря встроенному датчику положения в пространстве. Изначально, веб-браузер плеера Zune HD не поддерживает задачи по обработке Adobe Flash, таких как воспроизведение видео на YouTube.
С обновлением прошивки 4.3 потребители могут поменять в настройках Internet отображение браузера — оптимизированное для мобильных устройств или ПК-вид (PC experience). В дополнение, потребители также могут включить функции «автоматическая корректировка» и «автоматический набор прописными буквами» во время использования клавиатуры для ввода информации, тем самым делая процесс набора текста в браузер более легким.